# Grupa kolarska

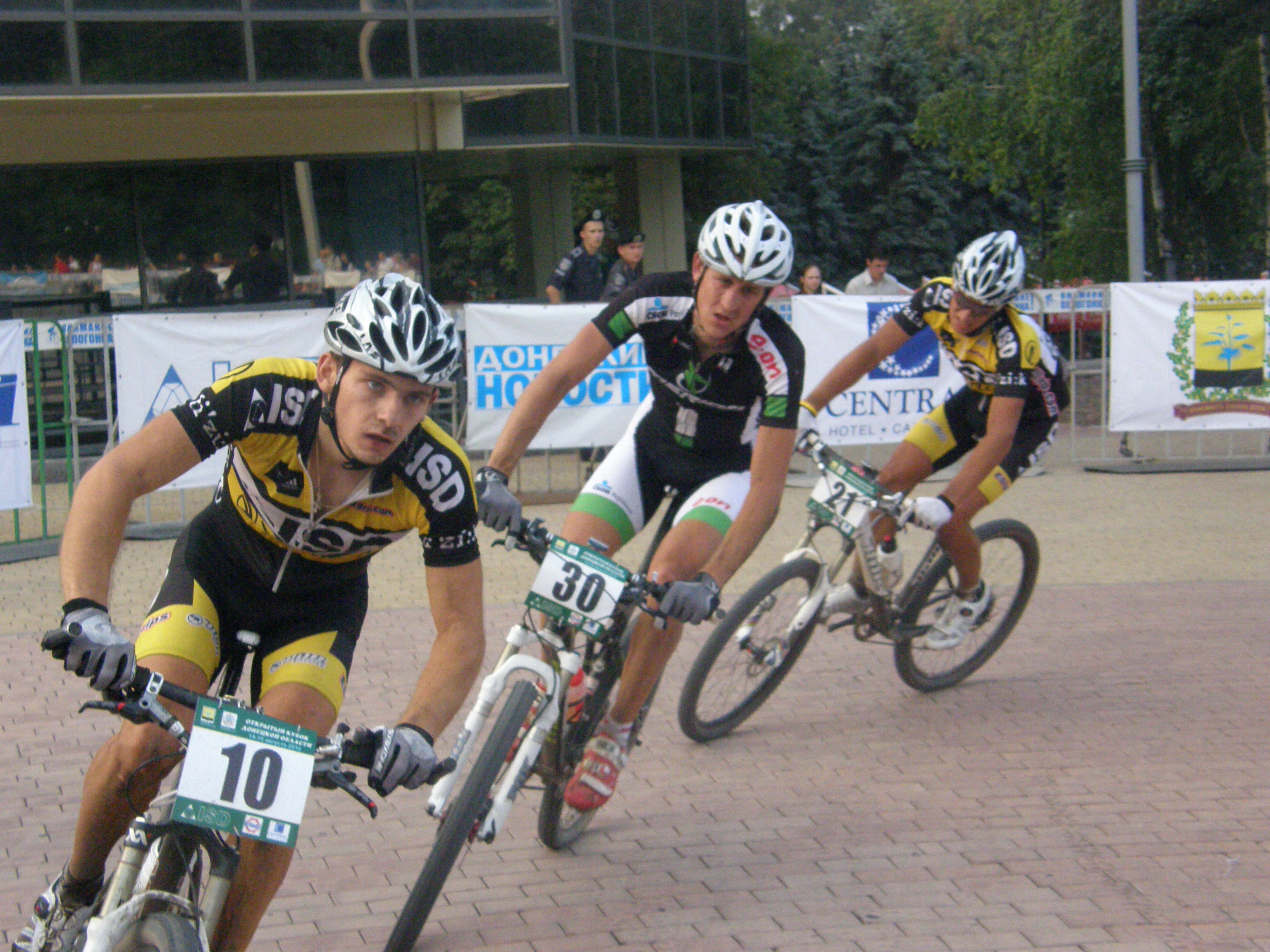
ISD Continental Team w Doniecku na Ukrainie

Zespół kolarski / Grupa kolarska – grupa kolarzy, którzy łączą się w drużynę (lub są pozyskiwani) i wspólnie trenują, aby rywalizować w wyścigach kolarskich amatorskich lub zawodowych. Drużyny kolarskie są podstawą zawodowych wyścigów kolarstwa szosowego, jako sportu zespołowego, ale współpraca między członkami zespołu jest również ważna w kolarstwie torowym i przełajowym.
Istnieją różne poziomy zaangażowania: grupy amatorskie obejmujące głównie lub tylko grupę kolarzy oraz kolarskie grupy zawodowe zwykle zrzeszone w Międzynarodowej Unii Kolarskiej, w których kolarze stanowią 1⅓/ zespołu a większość personel pomocniczy.